# LET IT PON!〜それでええんよ〜
NHKオーディオドラマ『LET IT PON！〜それでええんよ〜』は、NHK-FM「FMシアター」枠にて2012年2月4日22:00-22:50に放送されたNHK松山放送局制作のラジオドラマ。

## あらすじ
ある日出会ったのは、人間の姿をしたタヌキ…！
研修医の田沼楓は、「幸せな人生を送らなければならない」と医者になった27歳。しかし、担当患者が亡くなっても立ち止まることも許されず、むなしさを抱えたまま毎日をやり過ごしていた。ある日、楓は一人のお婆さんを担当する。そのお婆さんの周りにはいつも多くの人が訪れ、悩みごとの相談をしては帰っていく。実は彼女は、気が遠くなるほど長い月日を生きてきた大狸だった。彼女との不思議な語らいの中で、「生きるうえで一番大切なことは何か…」楓は少しずつ気づき始める。
タヌキの伝説が数多く残る四国を舞台にした、心温まるファンタジードラマ。ー公式サイトよりー

## 出演者
- 田沼 楓 - 柊瑠美
- 小袖 - 白石加代子
- 今野ヒトシ - 山口祐一郎
- 楓の父 - 石川禅
- 楓の母 - 栗田桃子
- 山本 - 石住昭彦
- 楓(幼少期) - 児玉萌々
- 楓の叔母、看護師 - 合田絢子
- 楓の親戚、看護師 - 金沢映子
- 看護師 - 下池沙知
- 患者の女の子 - 浅場万矢
- 患者 - 東迎昂史郎

## スタッフ
- 作 - 木皿泉
- 演出 - 小野見知